# Johnny 67
Albums de Johnny Hallyday
La Génération perdue
(1966) Jeune homme
(1968)
Singles
1. (EP) Amour d'été - J'ai crié à la nuit - Aussi dur que du bois - Je m'accroche à mon rêve
Sortie : 10 juin 1967
2. (EP) Petite fille - Je n'ai jamais rien demandé - C'est mon imagination - Lettre de fans
Sortie : 28 août 1967

Johnny 67 est le 9e album studio de Johnny Hallyday sorti en 1967.
L'album est réalisé par Lee Hallyday, Mick Jones, Tommy Brown et Giorgio Gomelsky.

## Autour de l'album
- Références originales :
  - édition mono : Philips 70 434 L
  - édition stéréo : Philips 842 157 PY
  - seconde édition : Philips 844 772 BY
  - réédition années 1970 : 6325 191
- édition CD en 2000 fac-similé : Philips 546 985-2
- Nota : l'édition mono 70 434 L indique au verso le titre C'est ce qu'ils nous ont dit chérie, seconde chanson de la face B. Adaptation française de You better believe it baby. Alors que Johnny chante Pourquoi as-tu peur de la vie ?. Les éditions suivantes ont corrigé l'erreur.

## Titres
| No  | Titre                                                            | Paroles                   | Musique                     | Durée |
| --- | ---------------------------------------------------------------- | ------------------------- | --------------------------- | ----- |
| 1.  | Amour d'été (A) (Love Me Tender)                                 | Georges Aber (adaptation) | Elvis Presley, Vera Matson  | 3:16  |
| 2.  | J'ai crié à la nuit (A)                                          | Long Chris                | Johnny Hallyday             | 3:04  |
| 3.  | C'est mon imagination (A) (Just My Imagination)                  | Georges Aber (adaptation) | Brian Morris, Harvey Freed  | 3:08  |
| 4.  | Je m'accroche à mon rêve (A) (Hang On To A Dream)                | Georges Aber              | Tim Hardin                  | 2:11  |
| 5.  | Je n'ai jamais rien demandé (A) (My Way Of Giving)               | Long Chris (adaptation)   | Steve Marriott, Ronnie Lane | 2:52  |
| 6.  | Lettre de fans (B) (Teenage Letter)                              | Georges Aber (adaptation) | R. Richard                  | 2:15  |
| 7.  | Aussi dur que du bois (B) (Knock on Wood)                        | Georges Aber (adaptation) | Eddie Floyd, Steve Cropper  | 2:54  |
| 8.  | Pourquoi as-tu peur de la vie ? (A) (You Better Believe It Baby) | Georges Aber (adaptation) | Joe Tex                     | 2:55  |
| 9.  | La seule vraie musique (A) (Sweet Soul Music)                    | Georges Aber (adaptation) | Otis Redding                | 2:26  |
| 10. | La petite fille de l'hiver (A)                                   | Long Chris                | Éric de Marsan              | 2:59  |
| 11. | Son amour pour un jeu (A)                                        | Georges Aber              | Mick Jones, Tommy Brown     | 3:03  |
| 12. | Petite fille (A)                                                 | Georges Aber              | Mick Jones, Tommy Brown     | 2:39  |

- Titres bonus de l'édition CD en 2000 :

| No  | Titre                                                 | Paroles                     | Musique                         | Durée |
| --- | ----------------------------------------------------- | --------------------------- | ------------------------------- | ----- |
| 13. | Si j'étais un charpentier (C) (If I Were A Carpenter) | Long Chris (adaptation)     | Tim Hardin                      | 2:19  |
| 14. | Hey Joe (C) (Hey Joe) (*)                             | Gilles Thibaut (adaptation) | Billy Roberts                   | 3:04  |
| 15. | Ne sois pas si stupide (B) (Don't Mess With Cupid)    | Georges Aber (adaptation)   | Eddie Floyd, S. Cropper, Parker | 2:31  |
| 16. | Je suis seul (B) (What Is Soul)                       | Georges Aber (adaptation)   | Ben E. King, Bob Gallo          | 2:18  |
| 17. | Je crois qu'il me rend fou (B) (Such A Fool For You)  | Georges Aber (adaptation)   | Tina Turner, Ike Turner         | 2:30  |

## Musiciens
Titres A :
The Blackburds (orchestre de Johnny Hallyday) :
- Mick Jones : guitare
- Gérard Fournier : basse
- Tommy Brown : batterie
- Raymond Donnez : claviers, harmonica
- Jean Tosan : saxophone
- Gérard Pisani : trompette
- Pierre Ploquin : trompette
- Jacques Ploquin : trompette
- Gilles Pellegrini : trompette
- Luis Fuentes : trombone, percussions

Ingénieur du son : Giorgio Gomelsky - Réalisation : Lee Hallyday
Titres B :
- Roger Hawkins : batterie
- Wayne Jackson : trompette
- Andrew Love : saxophone ténor
- Tommy Gogbill : basse
- Jimmy Johnson : guitare

Ingénieur du son : Bob Gallo - Réalisation : Lee Hallyday
Titres C et * :
orchestre The Blackburds
- Mick Jones : guitare solo
- Gérard Fournier : basse
- Tommy Brown : batterie
- Raymond Donnez : claviers, harmonica
- Brian Auger : orgue
- Jean Tosan : saxophone
- Gérard Pisani : trompette
- Pierre Ploquin : trompette
- Jacques Ploquin : trompette
- Gilles Pellegrini : trompette
- Luis Fuentes : trombone, percussions
- Jimi Hendrix : guitare acoustique (musicien additionnel sur *)

Ingénieur du son : Giorgio Gomelsky - Réalisation : Lee Hallyday

## Classements hebdomadaires
| Classement (2000) | Meilleure position |
| ----------------- | ------------------ |
| France (SNEP)     | 28                 |

| Classement (2016-19)         | Meilleure position |
| ---------------------------- | ------------------ |
| Belgique (Wallonie Ultratop) | 46                 |
| France (SNEP)                | 46                 |